# A Willamette Egyetem MBA-képzése
A Willamette Egyetem MBA-képzése az Atkinson Intézetben folyik az Amerikai Egyesült Államok Oregon államának Salem városában. Az 1974-ben alapított szakokon körülbelül 310-en tanulnak.
A képzéseket az Üzleti Iskolák Fejlesztésének Szövetsége, valamint a Közigazgatási, Közügyi és Közigazgatási Iskolák Hálózata akkreditálta.

## Története
Az Atkinson Intézet 1974-ben alakult és 1975-ben költözött jelenlegi helyére; első évben 52 hallgatója és öt oktatója volt. Első dékánja Stephen Archer volt. A névadó George H. Atkinson építőipari üzletember és az egyetem igazgatótanácsának elnöke volt. 1969-ben cége 3,4 millió dollárt, a valaha volt legnagyobb összegű adományt adott át az egyetemnek.
1978-ban az M. J. Murdock alap adománya révén közszolgálati képzés indult. 1988-ban az intézetet a U.S. News & World Report a nyugati és középnyugati régió ötödik legjobb üzleti iskolájának választotta; ekkor a csendes-óceáni régió legjobbjaként tartották számon. Ekkor 130 hallgatója és tíz oktatója volt; dékánja David L. Puryear, éves tandíja kicsivel több mint nyolcezer dollár volt.
1990 és 1998 között dékánja a Benj. Franklin takarékszövetkezet éléről 1990-ben távozó G. Dale Weight volt; ekkor 184 hallgatója és 11 teljes munkaidős oktatója volt. Az éves tandíj 14 900 dollár, a jelentkezők szakfelvételin elért átlagpontszáma 550 volt. 1998 és 2002 között a dékáni pozíciót Bryan Johnson politikus, az egyetem ideiglenes rektora töltötte be.
A Portland Gyöngynegyedében 2005 augusztusában átadott helyszínen kétéves képzés folyik. 2007 februárjában a Jeld-Wen Alapítvány 2,5 millió dollárt adományozott a képzés számára. Jim Goodrich 2003 és 2007 júniusa között volt dékán; távozását követően a pozíciót Debra J. Ringold 2008 januárjáig ideiglenesen, majd állandó jelleggel töltötte be. Az intézmény 2009 júniusában a Menedzsment-mesterképzési Tanács tagja lett. 2009-ben 230 hallgatójával Oregon legnagyobb MBA-képzőhelye volt. 2011-re a hallgatói létszám 312 főre nőtt.
A portlandi telephely 2013-ban a RiverTec Buildingbe költözött. 2015 júniusában George Hoyt öregdiák és felesége, Colleen egymillió dollárt adományoztak.

## Oktatás
Az intézetben nappali, esti és levelező munkarendű oktatás is folyik többek között marketing, információs rendszerek, közszolgálat és pénzügy szakokon is. Az első éves hallgatóknak kötelező egy vállalkozásindító kurzus elvégzése, amely üzleti terv kidolgozásával zárul. A mesterképzésben üzleti etikai tárgyak elvégzésére is szükség van.
A jogi főiskolával közösen jogász MBA-képzés is zajlik, melynek kurzusait Portlandben és Salemben tartják. Az intézet külföldi és szakmai gyakorlati lehetőségeket is kínál.

### Hallgatók
A felvett hallgatók tanulmányi átlaga 3,3; szakfelvételi vizsgáik átlagos pontszáma 610; átlagos életkoruk 25 év. A hallgatók felvételt nyerhetnek a Béta Gamma Szigma diákszövetségbe. A nappali munkarendű képzés hallgatóinak harmada külföldi. Az esti munkarendű oktatásban részt vevők átlagéletkora 34 év.

### Rangsorok és akkreditáció
Az üzleti képzést az Üzleti Iskolák Fejlesztésének Szövetsége (AACSB), a közszolgálatit a Közigazgatási, Közügyi és Közigazgatási Iskolák Hálózata (NASPAA), a jogi intézetet pedig 1938-ban az Amerikai Ügyvédi Kamara akkreditálta; a Willamette az első intézmény, amely az AACSB és a NASPAA akkreditációjával is rendelkezik. Az intézmény a Beyond Grey Pinstripes társadalom- és környezetügyi képzéseket értékelő 91-es listájának élére került. Szerepelt a U.S. News & World Report, a Forbes és a Bloomberg rangsoraiban is.
A Beyond Grey Pinstripes 2011-es üzleti etikai rangsorában a 23. helyre sorolták, emellett megemlítették üzleti hatását.

## Létesítmények
Az intézet a campus nyugati határán elhelyezkedő, Seeley G. Mudd orvosról elnevezett, 1975-ben átadott épületben található. A Phil Settecase által tervezett épületben 2000-ben épült ki a vezeték nélküli internet-hozzáférés. A jogi előadásokat a szomszédos Truman Wesley Collins Jogi Központban tartják.
Az esti képzés a portlandi Gyöngynegyedben található RiverTec Buildingben zajlik, ahol az Executive Development Center keretein belül rendezvényeket is tartanak.

## Nevezetes személyek
- David Gomberg, politikus[45]
- Grace Crunican, a Bay Area Rapid Transit vezérigazgatója[46]
- Jason Atkinson, politikus[47]
- Punit Renjen, a Deloitte vezérigazgatója[48]
- Sandy Baruah, a kereskedelmi minisztérium detroiti hivatalának elnöke[49]

## Fordítás
- Ez a szócikk részben vagy egészben  a   Willamette University MBA című angol Wikipédia-szócikk ezen változatának fordításán alapul.  Az eredeti cikk szerkesztőit annak laptörténete sorolja fel. Ez a jelzés csupán a megfogalmazás eredetét és a szerzői jogokat jelzi, nem szolgál a cikkben szereplő információk forrásmegjelöléseként.